# Ulf Sjöstedt
Ulf Georg Sjöstedt, född 7 april 1935 i Karlstads församling, död 2 maj 2009 i Älvsborgs församling, Västra Götalands län, var en svensk fotograf och författare. 

## Biografi
I slutet på 1950-talet flyttade Ulf Sjöstedt till Göteborg och utbildade sig i fotografi och grafisk design på Slöjdföreningens skola åren 1959-1962.
Han arbetade från 1964 till början av 1990-talet för Victor Hasselblad AB http://www.hasselblad.se/, Hasselblads kamerafabrik, bland annat som reklamchef och marknadsdirektör. Dessutom producerade han den internationella företagstidskriften Hasselblad Forum. Han var en period - åren innan Sjöstedt började på kamerafabriken - redaktör för Nordisk Tidskrift för Fotografi och hade fotospalter i tidningar som GT, GP och Aktuell Fotografi.

## Fotografen och författaren
Ulf Sjöstedt var också vid sidan om sin karriär på Hasselblad en mycket flitig fotograf med ett brett motivområde.
Han gav ut ett tjugotal böcker, både konstnärliga böcker med bilder och fotoläroböcker. Som fotograf är han mest känd för sina bilder av ägg:
"Ägget kom för mig att representera den eviga, tidlösa formen samtidigt som dess innehåll av liv gav en känsla av mystik eller under."
Sjöstedts läroböcker som till exempel Fotoskolan:BILD används ofta i kurser och studiecirklar.
I böckerna En bok om några vänner (1971) och Så vi levde (2008) porträtterade han sina konstnärsvänner. Boken Cogito Ergo Sum (2005) innehåller enbart självporträtt.

## Separatutställningar i urval
- Pictures, Pentax Gallery, London (1975).
- Galleri Reflex, Bryssel (1981).

## Grupputställningar i urval
- How We Live, Fotokina, Köln (1958)
- Unga fotografer, Moderna museet, Stockholm (1967)
- Fotografins historia, Konstmuseet, Göteborg (1979)
- Åter till verkligheten, Moderna museet, Stockholm (2009)[6]